# جامعة هيلموت شميت
جامعة هيلموت شميت (بالإنجليزية: Helmut Schmidt University)‏ هي جامعة في ألمانيا أُسِّسَت عام 1973.

## إحصائيات
يبلغ عدد طلاب الجامعة 2144 طالب.

## وصلات خارجية
- الموقع الإلكتروني